# イジドー・ストラウス
イジドー・ストラウス（Isidor Straus、1845年2月6日 - 1912年4月15日）は、ドイツ出身のアメリカの実業家。後に百貨店のメイシーズを買収して世界的な百貨店に育て上げ、アメリカ下院議員も務めたが、タイタニック号の沈没事故で妻と共に死亡した。

## 生涯
ドイツ（バイエルン王国）・オッターベルクにある裕福な資産家の長男として生まれた。7歳の時、父が政治的理由でアメリカへ亡命した。2年後にジョージア州タルボトンに落ち着いた父は家族をこの地に呼び寄せた。陸軍士官学校入学の準備をしている最中の1861年、南北戦争の勃発でジョージア州がアメリカ連合国に参加したため、父の店を手伝うことになった。更に南部の経済団体の代表団としてヨーロッパに渡るも、北部合衆国海軍の海上封鎖によって帰国不可能になってしまった。
そこでリバプールの商社に入社して商取引の実務を学びながら、いざという時のために持参した1,200ドルを元手としてロンドンやアムステルダム市場で債券投資を行った。南部連合国の崩壊後の1866年、イジドーは元手を12,000ドルに増やして帰国し、父と共に輸入陶器の販売業を始めた。
1871年に結婚。妻のアイダ・ストラウスとは非常に仲が良く、夫妻は40年以上にわたって苦楽を共にし続け、男女7人の子にも恵まれ（成人した子は6人）、後述の通り最後に死ぬ時も決して離れることはなかったと言われる。ちなみに夫妻の誕生日はどちらも2月6日であった（年齢はイジドーが4歳上）。
1874年、弟のネイサンの提案でニューヨークのメイシーズ百貨店の地下に出店した。彼は広告を積極的に打ち、安売りを行うなど巧みな商法でメイシーズ全体の1割とも言われるほどの売上実績を上げるに至った。ここを足がかりにアメリカの主要都市に次々と出店を果たし、ヨーロッパにも家庭用陶器の製造工場を設置した。
1888年、親友であったグロバー・クリーブランド大統領の後ろ盾を得てメイシーズの経営権を獲得する。彼はメイシーズの経営再建にあたって同社を建て直し、世界的な百貨店に成長させた。この間に政策上の対立から一度はグリーブランドと決別したものの、1892年に一度は大統領の地位を失ったグリーブランドが大統領選挙に再挑戦した時には選挙応援に立って史上初の「大統領の復帰」を実現させ、イジドーも民主党から下院議員となった。しかし、イジドー自身は政治家には向いていないと悟ったらしく、彼は郵政長官への入閣要請を辞退し、下院議員も1期で引退して再び事業に専念した。
晩年は各種慈善事業やアメリカ・ユダヤ人委員会設置などにも活躍したが、1912年、外遊先のイギリスからアメリカに帰国する予定のイジドーと妻のアイダを乗せた当時世界最大の客船タイタニック号は、4月14日23時40分に北大西洋のニューファンドランド島沖で氷山と衝突し、わずか2時間40分ほどで沈没した。後日、イギリス商務省が発表した1,513人の犠牲者の中に、ストラウス夫妻の名前もあった。
当時、タイタニック号は「決して沈まない船」という触れ込みで大々的に宣伝されており、造船会社の関係者たちは誰もタイタニック号が沈没するとは考えていなかったため、救命ボートは乗船者数の半分しか用意されていなかった。生存者の証言によると、イジドーはタイタニック号の沈没時、すでに高齢とはいえ男性の自分が女性と子供を差し置いて救命ボートに乗り込むことを潔しとせず、妻のアイダだけをボートに乗せようとした。しかし、アイダもまた最愛の夫と別れて救命ボートに乗り込むことを拒否し、夫妻はタイタニック号の中で一緒に最期を迎える道を選んだという。夫妻を最後に見た目撃者によると、夫妻はデッキの上で腕を組んで寄り添っていたという。後にイジドーの遺体だけが発見された。現在、メイシーズのニューヨーク店には、ストラウス夫妻の肖像を刻んだ記念碑が設置されている。
タイタニック号沈没事故を教訓として、その後は乗船者全員が乗れる数の救命ボートを全ての船に備えることが国際的に義務付けられることになった。

## 備考
ジェームズ・キャメロン監督の映画『タイタニック』で、ベッドの上でまどろみながら船と運命を共にする老夫婦が、イジドーと妻のアイダである。未公開版では、イジドーがアイダを救命ボートに乗せようと説得を試みるもアイダが断固としてこれを拒否するシーンがある。
潜水艇によるタイタニック残骸見学ツアーを企画・運営する企業オーシャンゲートのCEOで、潜水艇タイタン沈没事故により死亡したストックトン・ラッシュは、ストラウス夫妻の子孫にあたるウェンディと結婚していた。